# Área metropolitana de Fajardo
El área metropolitana de Fajardo,  y oficialmente como Área Estadística Metropolitana de Fajardo, PR MSA  por la Oficina de Administración y Presupuesto, es un Área Estadística Metropolitana centrada en el municipio de Fajardo en el Estado Libre Asociado de Puerto Rico. El área metropolitana tenía una población en el Censo de 2010 de 70.692 habitantes, convirtiéndola en la 8.º área metropolitana más poblada de Puerto Rico. El área metropolitana de Fajardo comprende de tres municipios, siendo Fajardo el municipio más poblado.

## Composición del área Metropolitana
- Ceiba
- Fajardo--Principal ciudad
- Luquillo